# Sōko Yamaoka
Sōko Yamaoka (jap. 山岡聡子 Yamaoka Sōko; ur. 29 maja 1974 w Nagano) – japońska snowboardzistka, wicemistrzyni świata.

## Kariera
W zawodach Pucharu Świata zadebiutowała 3 marca 2002 roku w Sapporo, zajmując szóste miejsce w halfpipe'ie. Tym samym już w swoim debiucie wywalczyła pierwsze pucharowe punkty. Pierwszy raz na podium zawodów tego cyklu stanęła 1 grudnia 2002 roku w Laax, wygrywając rywalizację w tej konkurencji. W zawodach tych wyprzedziła dwie Szwajcarki: Manuelę Pesko i Fabienne Reuteler. Łącznie 16 razy stawała na podium zawodów PŚ, odnosząc przy tym sześć zwycięstw, wszystkie w halfpipe’ie. Najlepsze wyniki osiągnęła w sezonie 2003/2004, kiedy to wywalczyła Małą Kryształową Kulę w klasyfikacji halfpipe’a. W klasyfikacji tej była też druga w sezonie 2002/2003 oraz trzecia w sezonach 2004/2005 i 2008/2009.
W 2007 roku wywalczyła srebrny medal w swej koronnej konkurencji na mistrzostwach świata w Arosie. W zawodach tych rozdzieliła medal, Manuelę Pesko i Polkę Paulinę Ligocką. Był to jej jedyny medal zdobyty na międzynarodowej imprezie tej rangi. Była też między innymi czwarta podczas mistrzostw świata w Gangwon w 2009 roku, przegrywając walkę o medal z Pauliną Ligocką. W 2006 roku wystartowała na igrzyskach olimpijskich w Turynie, gdzie była dziesiąta. Brała też udział w igrzyskach w Vancouver w 2010 roku, kończąc rywalizację na szesnastej pozycji.
W 2011 roku zakończyła karierę.

## Osiągnięcia

### Igrzyska olimpijskie
| Miejsce | Dzień     | Rok  | Miejscowość | Konkurencja | Zwyciężczyni |
| ------- | --------- | ---- | ----------- | ----------- | ------------ |
| 10.     | 13 lutego | 2006 | Turyn       | Halfpipe    | Hannah Teter |
| 16.     | 18 lutego | 2010 | Vancouver   | Halfpipe    | Torah Bright |

### Mistrzostwa świata
| Miejsce | Dzień       | Rok  | Miejscowość | Konkurencja | Zwyciężczyni  |
| ------- | ----------- | ---- | ----------- | ----------- | ------------- |
| 9.      | 16 stycznia | 2003 | Kreischberg | Halfpipe    | Doriane Vidal |
| 24.     | 22 stycznia | 2005 | Whistler    | Halfpipe    | Doriane Vidal |
| 2.      | 20 stycznia | 2007 | Arosa       | Halfpipe    | Manuela Pesko |
| 4.      | 23 stycznia | 2009 | Kangwŏn     | Halfpipe    | Liu Jiayu     |

### Puchar Świata

#### Miejsca w klasyfikacji generalnej
- sezon 2001/2002: -
- sezon 2002/2003: -
- sezon 2003/2004: -
- sezon 2004/2005: -
- sezon 2005/2006: 32.
- sezon 2006/2007: 20.
- sezon 2007/2008: 30.
- sezon 2008/2009: 22.
- sezon 2009/2010: 92.
  - AFU[1]
- sezon 2010/2011: 31.

#### Miejsca na podium
1. Laax – 1 grudnia 2002 (halfpipe) - 1. miejsce
2. Stoneham – 20 grudnia 2003 (halfpipe) - 1. miejsce
3. Kreischberg – 23 stycznia 2004 (halfpipe) - 3. miejsce
4. Kreischberg – 24 stycznia 2004 (halfpipe) - 1. miejsce
5. Sapporo – 22 lutego 2004 (halfpipe) - 2. miejsce
6. Bardonecchia – 12 marca 2004 (halfpipe) - 3. miejsce
7. Saas-Fee – 29 października 2004 (halfpipe) - 3. miejsce
8. Lake Placid – 5 marca 2005 (halfpipe) - 1. miejsce
9. Whistler – 11 grudnia 2005 (halfpipe) - 1. miejsce
10. Furano – 18 marca 2006 (halfpipe) - 2. miejsce
11. Saas-Fee – 23 listopada 2006 (halfpipe) - 2. miejsce
12. Furano – 18 lutego 2007 (halfpipe) - 2. miejsce
13. Sungwoo – 16 lutego 2008 (halfpipe) - 2. miejsce
14. Gujō – 23 lutego 2008 (halfpipe) - 2. miejsce
15. Gujō – 14 stycznia 2009 (halfpipe) - 3. miejsce
16. Stoneham – 20 lutego 2009 (halfpipe) - 1. miejsce

- W sumie 6 zwycięstw, 6 drugich i 4 trzecie miejsca.